# مری سلرز
مری سلرز (انگلیسی: Mary Sellers؛ زادهٔ ۳ سپتامبر ۱۹۶۲) بازیگر و کارگردان فیلم اهل ایالات متحده آمریکا است.
از فیلم‌ها یا مجموعه‌های تلویزیونی که وی در آن‌ها نقش داشته‌است، می‌توان به ترس از صحنه، گوست‌هاوس، خزندگان، آخرین وسوسه مسیح و یازده روز، یازده شب اشاره نمود.